# مصطفى القديري
مصطفى بن أحمد القديري، الفقيه والصوفي والمفتي المالكي في مدينة الجزائر، ولد بها نحو سنة 1193هـ (1763م) وتوفي بها سنة 1273هـ (1856م).

## النشأة
نشأ مصطفى القديري في مدينة الجزائر وتعلم بها، وكان من ناس الحضور في الجامع الكبير ومن قراء صحيح البخاري به، قبل أن يتولى وظيفة الإفتاء الرسمية. وكان الشيخ القديري، كما وصفته المصادر الفرنسية، يهادن ويداري إدارة الشؤون الأهلية الفرنسية، وكانت تصفه بالمتسامح الذي لا يقف ظاهريا ضد رغباتها أو يعترض على بعض التصرفات المنافية لمعاهدة دي بورمن المؤرخة في سنة 1830م.

## الإفتاء
تولى مصطفى القديري في يوم 26 جوان 1843م (1259هـ) وظيفة المفتي المالكي في الجامع الكبير الواقع بقصبة الجزائر، مكان الشيخ المفتي المالكي مصطفى الكبابطي الذي عزله الماريشال توماس روبير بيجو لرفضه فتح المدرسة القرآنية للمعلم الفرنسي لكي يعلم فيها اللغة الفرنسية للأطفال الجزائريين، ولم يكن معروفا بعلمه السابق ولا بوظائف أخرى تولاها مثل زملائه. وكماوصفته المصادر الفرنسية، طوع بنان إدارة الشؤون الأهلية، ولا يقف ضد رغباتها أو يعترض على بعض التصرفات المنافية لاتفاق 1830.
وقد اجتمع مجلس من العلماء واختاروه لتولي وظيفة الإفتاء في مدينة الجزائر وهو آنذاك كبير السن قارب الثمانين من عمره، وقد كانت آنذاك مقاومة الأمير عبد القادر ضد الاحتلال الفرنسي للجزائر على أشدها، فراسله ليون روش يدعوه إلى إصدار فتوى شرعية بتوقيف المقاومة الشعبية الجزائرية ضد فرنسا.
كان راتب المفتي القديري مقداره 6 000 فرنك فرنسي سنويا، وأعطي ختما مؤرخا بسنة 1259هـ.
ولم يمانع المفتي من تعليم أطفال المسلمين على يد الفرنسيين، وكان موقفه إيجابيا من تمكينهم من المعارف والعلوم الفرنسية.
ومن الملاحظ أيضا أن الفترة التي تولى فيها الشيخ القديري فتوى المالكية كانت فترة حرجة جدا في الجزائر، وحتى في فرنسا، فبين سنتي 1843م و1847م كانت حروب الأمير عبد القادر ضد الاحتلال الفرنسي على أشدها، وكان ذلك العهد يعرف بعهد توماس روبير بيجو أيضأ، وهو العهد الذي اشتد فيه الصراع بين الخير والشر، بين الوطنية والاحتلال، بين الجهاد والكفر.
وقد استطاع الشیخ الطاعن في السن القديري أن يتلاءم مع ذلك الوضع، وأن يبقى في وظيفته إلى ما بعد سنة 1852م، ومن جهة أخرى فإن الفترة بين 1848م و1852م عرفت تحولا كبيرا في فرنسا نتج عنه سقوط النظام الملكي وقيام النظام الجمهوري.
ولذلك فإن السنوات التي بقيها الشيخ القديري في منصبه كمفت لمدينة الجزائر كانت سنوات صعبة على الجزائريين وعلی قیادتهم الدينية والسياسية.

## التلاميذ
تتلمذ على المفتي مصطفى القديري العديد من العلماء والفضلاء، من بينهم:
- حميدة العمالي، الذي سيخلف شيخه بعد وفاته في منصب المفتي المالكي في مدينة الجزائر.[5]
- علي بن الحفاف، الذي سمح الفرنسيون للمفتي مصطفى القديري في سنة 1845م أن يعطيه وظيفة حزاب وأحد ناس الحضور بالجامع الكبير.[6]

## المراسلات
كان المفتي مصطفى القديري يصدر الرسائل الإدارية إلى السلطات الفرنسية طالبا فيها منها توظيف شخص أو الإعلان عن غيابه أو وفاته، ونحو ذلك مما يدخل في عنايته كمسؤول عن شؤون موظفي الديانة الإسلامية في مدينة الجزائر، كما كانت تسمى. وآخر رسالة صدرت منه كانت خلال عام 1269هـ (1852م).
وقد أورد المؤرخ أبو القاسم سعد الله أربع مراسلات للمفتي القديري في كتابه أبحاث وآراء في تاريخ الجزائر.
وهي رسائل ذات موضوعات دينية تخص مهمة المفتي المالكي مثل قضايا الأوقاف الإسلامية، وعزل بعض الموظفين، وتعيين البعض، وتحديد الرواتب، ونحو ذلك. وكان يوجه رسائله إلى مدير الداخلية بالإدارة العامة التابعة للحاكم العام بالجزائر، وهي نفس الجهة التي كان يتراسل معها المفتي مصطفى الكبابطي أيضا قبل عزله في 1843م.
الرسائل الأربعة ترجمة فرنسية كاملة أو جزئية على نفس الورقة، وهي جميعا مختومة بختم المفتي الرسمي الذي يحمل عبارة:
| مصطفى القديري                                       | الْوَاثِقُ بِالصَّمَدِ، عَبْدُهُ مُصْطَفَى بْنُ أَحْمَدَ 1259 | مصطفى القديري |
| — أبحاث وآراء في تاريخ الجزائر، أبو القاسم سعد الله |                                        |               |

وبعضها عليه ختم الوصول من الجهة الفرنسية المستقبلة، وفيه مثل العبارة التالية:
| مصطفى القديري                                       | إدارة الداخلية، الجزائر، في 15 يوليو 1845، رقم 11120 | مصطفى القديري |
| — أبحاث وآراء في تاريخ الجزائر، أبو القاسم سعد الله |                                                      |               |

ولا شك أن للشيخ المفتي القديري رسائل أخرى في نفس المعنى، وقد تكون له رسائل أخرى مع معاصريه في غير تلك الأغراض.
خلاصة هذه الرسائل الأربعة أنها رسائل مرتبة، مع تلخليص لمحتوياتها، وشرح لبعض ألفاظها الغامضة، وأعلامها التاريخية.

## المعاصرون
كان من معاصري المفتي مصطفى القديري في مدينة الجزائر العديد من العلماء، منهم:
- محمد الأرناؤوط: المفتي الحنفي في مدينة الجزائر.[8]

## الذرية
للمفتي مصطفى القديري ابن نجيب طلب لأجله من السلطات الفرنسية تسهيل مهمة دراسته في فرنسا وزيارتها.
وكان له ابن آخر يرافقه ويتجول به في الجامع الكبير حينما صار أبوه كبير السن يعاني الضعف ولا يستطيع المشي الا بصعوبة، ويأخذه هذا الابن إلى صومعة الجامع حيث مكتبه للإفتاء.

## الوفاة
توفي المفتي مصطفى القديري خلال عام 1273هـ (1856م)، وتم دفنه في إحدى مقابر مدينة الجزائر.